# 渡邊凌磨
渡邊 凌磨（わたなべ りょうま、1996年10月2日 - ）は、埼玉県東松山市出身のプロサッカー選手。Jリーグ・浦和レッズ所属。ポジションはミッドフィールダー、フォワード 、ディフェンダー。
妻はモデルの前田希美。

## 来歴

### プロ入り前
東松山市立市の川小学校時代にサッカーを始め、前橋育英高等学校に進学。高校時代は、セレッソ大阪で1トップ起用で相手センターバックの背後でボールを受けながら、ゴールを決める役割を担っていた柿谷曜一朗のプレーを研究していた。また、セレッソへの練習参加も決まり「めちゃめちゃ嬉しかった。試合を生で見れて、一緒にトレーニングできた、すごく楽しかった」と回想した。同練習には、後にチームメイトとなる、当時大学生の木本恭生も参加していた。高校3年生時に中心選手として活躍し、全国高等学校サッカー選手権大会の準優勝に貢献し、チームメイトの吉永大志、吉田舜、鈴木徳真と共に大会優秀選手にも選出された。高校卒業後は早稲田大学に進学。
2015年にNIKEが主催している育成プロジェクト「NIKE MOST WANTED」に参加し、日本人初となるナイキアカデミーの参加が決定した。同年9月、ドイツ・FCインゴルシュタット04の下部組織であるインゴルシュタットU-23に加入することが発表された。2016年7月28日、インゴルシュタットのトップチームの合宿に初めて合流した。

### プロ入り後
2017年4月26日、インゴルシュタットのトップチームに昇格して、新契約を結んだことが発表された。しかし、ブンデス2部での出場機会はなく、2018年7月にアルビレックス新潟へ完全移籍で加入した。
2019年4月4日、第7節のFC町田ゼルビア戦でJリーグ初得点を決めた。
2020年よりモンテディオ山形へ完全移籍で加入。
2021年1月5日、FC東京への完全移籍が発表された。同年3月21日、ベガルタ仙台戦で負傷。左第五中足骨骨折で全治4ヶ月の診断を受けるも復帰を果たした。
2022年10月12日のJ1第25節・セレッソ大阪戦でプロ入り初のハットトリックを達成。
2023年4月15日のJ1第8節・セレッソ大阪戦で記録した得点が4月のJ1月間ベストゴールに選出され、さらにシーズン終了後に開催されたJリーグアウォーズでJ1最優秀ゴール賞に選ばれた。
2024年1月7日、幼少期から応援していた、浦和レッズへの完全移籍が発表された。3月30日、J1第5節アビスパ福岡戦で移籍後初ゴールを決め、勝利に貢献した。リーグ戦全試合スタメン出場し、6ゴール5アシストとチームのエースとして活躍した。リーグ戦全試合通算の走行距離は442.5kmを記録し、リーグ1位となった。
2025シーズンより、チームの副キャプテンを任された。怪我からの復帰戦となった第7節のセレッソ大阪戦で得点を決め、続く第8節でも2試合連続得点を決めた。4月9日、自身のInstagramを更新し、モデル・女優として活動している前田希美と結婚したことを発表した。6月21日、FIFAクラブワールドカップ・インテル戦で先制点を決め、試合のPOMに選ばれた。

## 所属クラブ
- 市の川サッカー少年団
- クラブレジェンド熊谷
- 2012年 - 2014年 前橋育英高等学校
- 2015年 早稲田大学 (スポーツ科学部)
- 2015年 - 2017年  インゴルシュタットII
- 2017年 - 2018年7月  FCインゴルシュタット04
- 2018年7月 - 2019年  アルビレックス新潟
- 2020年  モンテディオ山形
- 2021年 - 2023年  FC東京
- 2024年 -  浦和レッズ

## 個人成績
| 国内大会個人成績 | 国内大会個人成績   | 国内大会個人成績 | 国内大会個人成績 | 国内大会個人成績 | 国内大会個人成績 | 国内大会個人成績 | 国内大会個人成績 | 国内大会個人成績 | 国内大会個人成績 | 国内大会個人成績 | 国内大会個人成績 |
| 年度             | クラブ             | 背番号           | リーグ           | リーグ戦         | リーグ戦         | リーグ杯         | リーグ杯         | オープン杯       | オープン杯       | 期間通算         | 期間通算         |
| 年度             | クラブ             | 背番号           | リーグ           | 出場             | 得点             | 出場             | 得点             | 出場             | 得点             | 出場             | 得点             |
| ドイツ           | ドイツ             | ドイツ           | ドイツ           | リーグ戦         | リーグ戦         | リーグ杯         | リーグ杯         | DFBポカール      | DFBポカール      | 期間通算         | 期間通算         |
| ---------------- | ------------------ | ---------------- | ---------------- | ---------------- | ---------------- | ---------------- | ---------------- | ---------------- | ---------------- | ---------------- | ---------------- |
| 2017-18          | インゴルシュタット | 23               | ブンデス2部      | 0                | 0                | -                | -                | 0                | 0                | 0                | 0                |
| 日本             | 日本               | 日本             | 日本             | リーグ戦         | リーグ戦         | リーグ杯         | リーグ杯         | 天皇杯           | 天皇杯           | 期間通算         | 期間通算         |
| 2018             | 新潟               | 18               | J2               | 5                | 0                | -                | -                | 0                | 0                | 5                | 0                |
| 2019             | 新潟               | 18               | J2               | 23               | 4                | -                | -                | 1                | 0                | 24               | 4                |
| 2020             | 山形               | 40               | J2               | 39               | 7                | -                | -                | -                | -                | 39               | 7                |
| 2021             | FC東京             | 23               | J1               | 17               | 2                | 3                | 0                | 0                | 0                | 20               | 2                |
| 2022             | FC東京             | 23               | J1               | 30               | 6                | 5                | 0                | 2                | 1                | 37               | 7                |
| 2023             | FC東京             | 11               | J1               | 29               | 4                | 5                | 0                | 2                | 0                | 37               | 4                |
| 2024             | 浦和               | 13               | J1               | 38               | 6                | 2                | 0                | -                | -                | 40               | 6                |
| 2025             | 浦和               | 13               | J1               |                  |                  |                  |                  |                  |                  |                  |                  |
| 通算             | ドイツ             | ドイツ           | ブンデス2部      | 0                | 0                | -                | -                | 0                | 0                | 0                | 0                |
| 通算             | 日本               | 日本             | J1               | 114              | 18               | 15               | 0                | 4                | 1                | 133              | 18               |
| 通算             | 日本               | 日本             | J2               | 67               | 11               | -                | -                | 1                | 0                | 68               | 11               |
| 総通算           | 総通算             | 総通算           | 総通算           | 181              | 29               | 15               | 0                | 5                | 1                | 201              | 30               |

| 2015-16 | インゴルシュタットII | 17     | ブンデス4部 | 22 | 4  | 22 | 4  |
| 2016-17 | インゴルシュタットII | 17     | ブンデス4部 | 22 | 2  | 22 | 2  |
| 2017-18 | インゴルシュタットII | 17     | ブンデス4部 | 28 | 6  | 28 | 6  |
| 通算    | ドイツ               | ドイツ | ブンデス4部 | 74 | 12 | 74 | 12 |
| 総通算  | 総通算               | 総通算 | 総通算      | 74 | 12 | 74 | 12 |

| 国際大会個人成績 | 国際大会個人成績 | 国際大会個人成績 | 国際大会個人成績 | 国際大会個人成績 | FIFA      | FIFA      |
| 年度             | クラブ           | 背番号           | 出場             | 得点             | 出場      | 得点      |
| AFC              | AFC              | AFC              | ACL              | ACL              | クラブW杯 | クラブW杯 |
| ---------------- | ---------------- | ---------------- | ---------------- | ---------------- | --------- | --------- |
| 2025             | 浦和             | 13               | -                | -                | 3         | 1         |
| 通算             | AFC              | AFC              | -                | -                | 3         | 1         |

出場歴
- Jリーグ初出場：2018年7月25日 J2第25節 東京ヴィルディ戦（味の素スタジアム）
- Jリーグ初得点：2019年4月3日 J2第7節 町田ゼルビア戦（デンカビッグスワンスタジアム）

## タイトル

### 個人
- 全国高等学校サッカー選手権大会 優秀選手：2014年
- 全国高等学校総合体育大会 優秀選手：2014年
- J1リーグ最優秀ゴール賞：2023年
- J1リーグ月間ベストゴール：2023年4月
- FIFAクラブワールドカップ POM：2025年
- 浦和レッズ後援会 会長賞：2024年

## 代表・選抜歴
- U-16日本代表
  - AFC U-16選手権（2012年）
- U-17日本代表
  - サニックス杯国際ユースサッカー大会（2013年）
  - 国際ユースサッカーin新潟（2013年）
  - ロスラフ・イェジェク国際ユーストーナメント（2013年）
  - FIFA U-17ワールドカップ（2013年）
- U-18日本代表
  - バレンティン・グラナトキン国際フットボールトーナメント（2013年）
  - スロバキアカップ（2014年）
- U-19日本代表
  - SBSカップ 国際ユースサッカー（2014年）
- 日本高校選抜
  - NEXT GENERATION MUCH（2015年）